# Faudel
Faudel Belloua (فُضيل بيلوى) es un cantante de raï y actor 
franco-argelino y marroquí. Nació el 6 de junio de 1978 en Mantes-la-Jolie, en las afueras de París. 
Apodado el Principito de Raï, logró el éxito con canciones como Tellement N'Brick, Dis-moi, Je veux vivre además de Mon pays.  También probó suerte en la actuación interpretando en la película Le Battement d'ailes du papillon, Bab el web y la serie de televisión Sami, le pion.

## Biografía

### Infancia
Nacido el 6 de junio de 1978 en Mantes-la-Jolie, Faudel Belloua es hijo de un trabajador de las fábricas de Renault en Flins-sur-Seine, originario de Tlemcen en Argelia, y de una mujer del hogar también de Argelia. La familia vive en la ciudad de Val Fourré en Mantes-la-Jolie. También es primo del comediante Rachid Kallouche, yerno de Charles Aznavour.
Fue su abuela quien le presentó el raï, malouf y el reggae.  A los 12 años empezó a pensar en hacer de la música su profesión.  Sin embargo, continuó sus estudios de contabilidad antes de abandonarlos para concentrarse en la música.

### Principios (1990 - 1996)
Faudel conoce a Mohamed Mestar, quien fundó una asociación para promover artistas locales.  Gracias a Momo, Faudel desarrolla su propio repertorio y comienza a hacer las primeras partes de Mc Solaar, Jimmy Oihid e incluso Khaled.  En 1995, se le dedicaron dos programas de televisión, uno, Saga cité sobre France 3 y el otro, Les Enfants du Raï.

### Éxito como "principito de raï" (1996 - 2006)
En 1996, Faudel representó a Île-de-France en primavera de Bourges en la categoría Nuevos talentos.  Al año siguiente, "el principito de raï" firmó su primer álbum Baïda, cuyos singles Tellement N'brick y Dis-moi fueron certificados disco de oro.  En 1998, se unió a Khaled y Rachid Taha en Bercy como parte de su colaboración 1, 2, 3 Soleils.  Recibió la Revelación del Año en la Victoire de la Musique y actuó dos noches en el Olympia de París el 10 y 11 de marzo.  También hizo su debut como actor y protagonizó Jesús, dirigida por Serge Moati en 1999.
Durante el verano de 2000, cantó en el Summer Stage Festival de Nueva York y luego presentó la película Le Battement d'ailes du papillon con Audrey Tautou.
En febrero de 2001 lanzó álbum Samra: la base musical sigue siendo raï con la incorporación del pop árabe a ritmos sintéticos con toques latinos.  El mismo año, entrega la serie Sami, le pion de M6 y participa en el concierto de Enfoirés, L'Odyssée.
El 2 de septiembre de 2003, lanzó Another Sun, e incluye Je veux vivre.  Al año siguiente, actuó en Bab el web, dirigida por Merzak Allouache.
En septiembre de 2006, lanzó el álbum Mundial Corrida, en el que afirmó su identidad tanto francesa como argelina con el título "Mon pays" (número 1 en ventas en Francia). Fue nominado a dos premios NRJ Music Awards : Artista de habla francesa y canción de habla francesa.

### Compromiso político (2007)
Durante la campaña presidencial del año 2007, apoya a Nicolas Sarkozy, candidato de la UMP: luego se presenta como un ejemplo de éxito profesional, financiero y de integración.  La noche del 6 de mayo de 2007, Faudel estuvo presente en Plaza de la Concordia en compañía de muchas personalidades para celebrar la victoria de Nicolas Sarkozy.  A partir de entonces, una gran parte de su audiencia se apartó de él.

### El regreso (2017)
En 2017 grabó el dúo Rani con el cantante palestino Mohammed Assaf.  En 2018, lanzó un título grabado en colaboración con RedOne, All Day All Night.  El 16 de abril de 2019 se dio a conocer una nueva canción, Mon Dieu, seguida en 2020 por el título Histoire Chaba y Smile.